# Тиберий Гемелл
Тиберий Юлий Цезарь Нерон (лат. Tiberius Iulius Caesar Nero), иногда — Тиберий Цезарь, часто — Тиберий Гемелл (лат. Tiberius Gemellus), (19 — 37) — внук императора Тиберия, один из возможных его наследников. Также рассматривался как наследник Калигулы.

## Происхождение
Родился в 19 или, возможно, в 20 году в семье единственного сына императора Тиберия Друза Младшего и его жены Ливиллы. Ливилла родила двойню — Тиберия и его брата Германика. Из-за этого получили когномен Гемелл (лат. Gemellus — «Двойняшка»).

## Два Тиберия
В 23 году, в возрасте 3 лет, скончался брат Тиберия Германик, а немного позже — отец. Император забрал внука во дворец, где тот и воспитывался. Позже, в 31 году, выяснилось, что мать мальчика, Ливилла, отравила Друза по наущению своего любовника Сеяна. С этого момента у императора появились сомнения в законном происхождении Тиберия Гемелла. Возможно, именно этим объяснялось то, что единственный родной потомок Тиберия мужского пола не был им усыновлён и не был назначен наследником. К 17 годам мальчик ещё не надел мужскую тогу (лат. toga virilis).

## Тиберий и Калигула
В 37 году император Тиберий умер. В своем завещании он оставил Калигуле и Тиберию равные доли. Однако Калигула заручился поддержкой префекта преторианцев Макрона и 28 марта 37 года был объявлен императором.
Сразу после провозглашения Калигула выступил в Сенате с просьбой признать завещание Тиберия недействительным. При этом он усыновил Тиберия Гемелла, сделал его принцепсом молодёжи. Тиберий наконец-то надел мужскую тогу. Однако Калигула видел в Тиберии опасного соперника, и, как только утвердился у власти, отдал приказ о его убийстве.
Прах Тиберия был помещён в мавзолей Августа. При раскопках была обнаружена его надгробная плита, в которой, однако не было никакого упоминания о наследовании. Плита гласила:

Ti. Caesar | Drusi Caesaris f. | hic situs est. Оригинальный текст (рус.)Перевод: Тиберий Цезарь, сын Друза Цезаря, покоится здесь.